# Dr. Luke
Dr. Luke, född Łukasz Sebastian Gottwald, född 26 september 1973, är en amerikansk låtskrivare och musikproducent. Han har skrivit och producerat musik åt artister som Britney Spears, Kelly Clarkson, Jennifer Lopez, Kelis, Avril Lavigne, Leona Lewis, Missy Elliott, Miley Cyrus, P!nk, Lil Mama, Katy Perry, Mos Def, Backstreet Boys och Kesha med flera.
I oktober 2014 stämde Kesha honom, hon anklagade Gottwald för sexuella övergrepp och misshandel.